# ژان-فیلیپ دوران
ژان-فیلیپه دوراند (به فرانسوی: Jean-Philippe Durand) بازیکن فوتبال و هافبک اهل فرانسه است که از سال ۱۹۸۸ تا ۱۹۹۲ میلادی عضو تیم ملی فوتبال فرانسه بوده‌است. وی در ۲۶ بازی ملی حضور داشته است و در بازی‌های ملی‌اش گلی به ثمر نرساند.